# Grzegorz Wojtkowiak

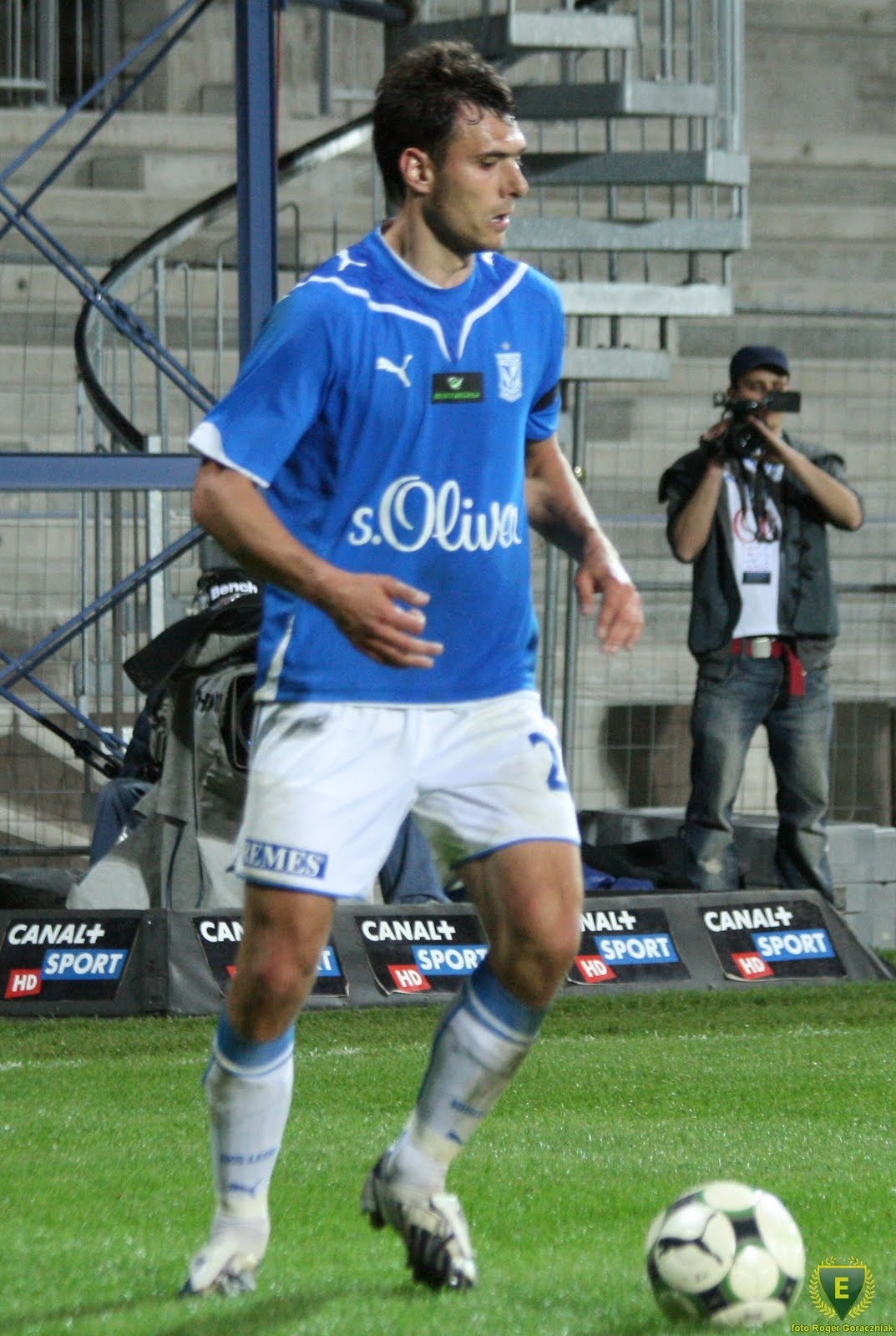
Wojtkowiak w barwach Lecha

Grzegorz Wojtkowiak (ur. 26 stycznia 1984 w Kostrzynie nad Odrą) – polski piłkarz, który występował na pozycji obrońcy, reprezentant Polski. Od 28 maja 2024 trener rezerw Lecha Poznań.

## Kariera klubowa
Grzegorz Wojtkowiak piłkarską karierę rozpoczynał w Celulozie Kostrzyn nad Odrą. W 2002 roku przeszedł do Amiki Wronki, gdzie grał w tamtejszych rezerwach do sezonu 2003/04. Następnie występował w pierwszej drużynie, zaliczając łącznie 33 mecze w Ekstraklasie.
Po fuzji Amiki Wronki z Lechem Poznań Wojtkowiak został graczem Kolejorza. W sezonie 2008/2009 wywalczył z nim awans do Pucharu UEFA i zagrał we wszystkich 12 meczach jakie Lech rozegrał w tych rozgrywkach. W maju 2009 roku sięgnął z nim również po puchar Polski, jednak w finale nie wystąpił. Przed sezonem 2011/2012 trener Jose Maria Bakero wybrał go na kapitana zespołu. Opaskę kapitańską przejął po Bartoszu Bosackim, z którym nie przedłużono kontraktu. 23 kwietnia 2012 podpisał kontrakt z niemieckim klubem TSV 1860 Monachium. Dołączył do tego zespołu po sezonie 2011/2012 i grał w nim z numerem 3.
W styczniu 2015 roku powrócił do polskiej Ekstraklasy, podpisując 2,5 letni kontrakt z Lechią Gdańsk.

### Statystyki kariery klubowej
(stan na 29 sierpnia 2015)
| Klub               | Sezon              | Liga               | Ligi krajowe | Ligi krajowe | Puchary krajowe | Puchary krajowe | Puchary kontynentalne | Puchary kontynentalne | Łącznie | Łącznie | Łącznie |
| Klub               | Sezon              | Liga               | Mecze        | Bramki       | Mecze           | Bramki          | Mecze                 | Bramki                | Mecze   | Bramki  |         |
| ------------------ | ------------------ | ------------------ | ------------ | ------------ | --------------- | --------------- | --------------------- | --------------------- | ------- | ------- | ------- |
| Amica Wronki       | 2003/2004          | I Liga             | 8            | 0            | –               | –               | –                     | –                     | 8       | 0       |         |
| Amica Wronki       | 2004/2005          | I Liga             | 9            | 0            | 1               | 0               | 1                     | 0                     | 11      | 0       |         |
| Amica Wronki       | 2005/2006          | I Liga             | 16           | 0            | 4               | 0               | –                     | –                     | 20      | 0       |         |
| Amica Wronki       | Ogólnie            | Ogólnie            | 33           | 0            | 5               | 0               | 1                     | 0                     | 39      | 0       |         |
| Lech Poznań        | 2006/2007          | I Liga             | 19           | 0            | 4               | 0               | 2                     | 0                     | 25      | 0       |         |
| Lech Poznań        | 2007/2008          | I Liga             | 11           | 1            | 3               | 0               | –                     | –                     | 14      | 1       |         |
| Lech Poznań        | 2008/2009          | Ekstraklasa        | 21           | 0            | 3               | 0               | 12                    | 0                     | 36      | 0       |         |
| Lech Poznań        | 2009/2010          | Ekstraklasa        | 18           | 1            | 1               | 0               | –                     | –                     | 19      | 1       |         |
| Lech Poznań        | 2010/2011          | Ekstraklasa        | 16           | 0            | 2               | 0               | 9                     | 0                     | 27      | 0       |         |
| Lech Poznań        | 2011/2012          | Ekstraklasa        | 24           | 1            | 4               | 1               | 0                     | 0                     | 28      | 2       |         |
| Lech Poznań        | Ogólnie            | Ogólnie            | 109          | 3            | 17              | 1               | 23                    | 0                     | 149     | 4       |         |
| TSV 1860 Monachium | 2012/2013          | 2. Bundesliga      | 28           | 1            | 2               | 0               | –                     | –                     | 30      | 1       |         |
| TSV 1860 Monachium | 2013/2014          | 2. Bundesliga      | 26           | 2            | 2               | 0               | –                     | –                     | 28      | 2       |         |
| TSV 1860 Monachium | 2014/2015 (j)      | 2. Bundesliga      | 9            | 0            | 0               | 0               | –                     | –                     | 9       | 0       |         |
| TSV 1860 Monachium | Ogólnie            | Ogólnie            | 63           | 3            | 4               | 0               | 0                     | 0                     | 67      | 3       |         |
| Lechia Gdańsk      | 2014/2015 (w)      | Ekstraklasa        | 16           | 0            | –               | –               | –                     | –                     | 16      | 0       |         |
| Lechia Gdańsk      | 2015/2016          | Ekstraklasa        | 5            | 0            | 1               | 0               | –                     | –                     | 6       | 0       |         |
| Lechia Gdańsk      | Ogólnie            | Ogólnie            | 21           | 0            | 1               | 0               | 0                     | 0                     | 22      | 0       |         |
| Ogólnie w karierze | Ogólnie w karierze | Ogólnie w karierze | 226          | 6            | 27              | 1               | 24                    | 0                     | 277     | 7       |         |

## Kariera reprezentacyjna
10 września 2008 roku Wojtkowiak zadebiutował w reprezentacji Polski w meczu z San Marino w eliminacjach do Mistrzostw Świata. Ponad miesiąc później zagrał przez pełne 90 minut w pojedynku ze Słowacją. Został powołany przez selekcjonera kadry Franciszka Smudę na Euro 2012, jednak w samym turnieju nie wystąpił w żadnym meczu.
| Mecze i gole w reprezentacji | Mecze i gole w reprezentacji | Mecze i gole w reprezentacji | Mecze i gole w reprezentacji | Mecze i gole w reprezentacji | Mecze i gole w reprezentacji | Mecze i gole w reprezentacji         |
| #                            | Data                         | Miasto                       | Przeciwnik                   | Gol                          | Wynik                        | Rozgrywki                            |
| ---------------------------- | ---------------------------- | ---------------------------- | ---------------------------- | ---------------------------- | ---------------------------- | ------------------------------------ |
| 1.                           | 10.09.2008                   | Serravalle                   | San Marino                   |                              | 2:0                          | elim. MŚ 2010                        |
| 2.                           | 15.10.2008                   | Bratysława                   | Słowacja                     |                              | 1:2                          | elim. MŚ 2010                        |
| 3.                           | 29.05.2010                   | Kielce                       | Finlandia                    |                              | 0:0                          | towarzyski                           |
| 4.                           | 02.06.2010                   | Kufstein                     | Serbia                       |                              | 0:0                          | towarzyski                           |
| 5.                           | 08.06.2010                   | Murcja                       | Hiszpania                    |                              | 0:6                          | towarzyski                           |
| 6.                           | 11.08.2010                   | Szczecin                     | Kamerun                      |                              | 0:3                          | towarzyski                           |
| 7.                           | 04.09.2010                   | Łódź                         | Ukraina                      |                              | 1:1                          | towarzyski                           |
| 8.                           | 07.09.2010                   | Kraków                       | Australia                    |                              | 1:2                          | towarzyski                           |
| 9.                           | 17.11.2010                   | Poznań                       | Wybrzeże Kości Słoniowej     |                              | 3:1                          | towarzyski                           |
| 10.                          | 10.12.2010                   | Antalya                      | Bośnia i Hercegowina         |                              | 2:2                          | towarzyski                           |
| 11.                          | 06.02.2011                   | Vila Real de Santo António   | Mołdawia                     |                              | 1:0                          | towarzyski                           |
| 12.                          | 05.06.2011                   | Warszawa                     | Argentyna                    |                              | 2:1                          | towarzyski                           |
| 13.                          | 09.06.2011                   | Warszawa                     | Francja                      |                              | 0:1                          | towarzyski                           |
| 14.                          | 10.08.2011                   | Lubin                        | Gruzja                       |                              | 1:0                          | towarzyski                           |
| 15.                          | 07.10.2011                   | Seul                         | Korea Południowa             |                              | 2:2                          | towarzyski, (nieuznawany przez FIFA) |
| 16.                          | 15.11.2011                   | Poznań                       | Węgry                        |                              | 2:1                          | towarzyski                           |
| 17.                          | 16.12.2011                   | Antalya                      | Bośnia i Hercegowina         |                              | 1:0                          | towarzyski                           |
| 18.                          | 22.05.2012                   | Klagenfurt                   | Łotwa                        |                              | 1:0                          | towarzyski                           |
| 19.                          | 02.06.2012                   | Warszawa                     | Andora                       |                              | 4:0                          | towarzyski                           |
| 20.                          | 12.10.2012                   | Warszawa                     | Południowa Afryka            |                              | 1:0                          | towarzyski                           |
| 21.                          | 11.10.2013                   | Charków                      | Ukraina                      |                              | 0:1                          | elim. MŚ 2014                        |
| 22.                          | 15.10.2013                   | Londyn                       | Anglia                       |                              | 0:2                          | El. MŚ 2014                          |
| 23.                          | 06.06.2014                   | Gdańsk                       | Litwa                        |                              | 2:1                          | towarzyski                           |